# Paria (Album)
Paria ist ein Soloalbum des Dortmunder Rappers Reece. Es erschien am 6. März 2015 über sein eigenes Label Kopfnussmusik als Standard-Edition und als Premium-Edition, in der neben der Standard-Edition auch eine Bonus-CD und ein Poster zu finden waren.

## Hintergrund
Bereits einige Monate nach Aus Kohle und Stahl kündigte Reece sein erstes Soloalbum Paria an, es sollte noch 2014 erscheinen. Da er mit seinen Liedern noch nicht zufrieden war, verschob er das Album auf Ende Februar 2015. Das Releasedatum musste er aufgrund eines Fehlers im Presswerk wiederum um eine Woche auf den 6. März 2015 verschieben.
Seine Promophase wurde durch ein Interview von TV Strassensound unterstützt, außerdem wurde auch in geringem Umfang in verschiedenen Hip-Hop Medien über das Album berichtet. Reece lud neben vier Videoauskopplungen auch ein Lied ohne Video sowie zwei Videoblogs auf YouTube hoch.

## Thematik
Mit dem Album bietet Reece einen tiefen Einblick in sein Leben, in dem er sich selbst als Außenseiter sieht. Zunächst fasst er in Anders als alle zusammen, für wen ihn Leute fälschlicherweise halten. In Durchs Feuer gegangen erzählt er von seiner Karriere als Drogendealer und dem Leben als gescheiterte Existenz. Sehr persönlich sind die Lieder Rest in Peace, welches seinem verstorbenen Vater gewidmet ist, sowie Keine Frau ist wie du, ein Lied für seine Mutter. In Generation Absturz übt er Gesellschaftskritik an der heutigen Konsumgesellschaft, wobei er gleichzeitig zu verstehen gibt, dass er Teil dieser Gesellschaft ist.
Das Album wird mit Weg eines Außenseiters abgeschlossen, wo Reece nochmal bekräftigt, keinen gewöhnlichen Weg einzuschlagen, um seine Ziele zu erreichen.

## Produktion
Die Beats wurden von Freshmaker, BloodX und anderen Beatproduzenten produziert.

## Covergestaltung
Auf dem Cover sieht man das halbe Gesicht von Reece. Die Schrift ist auf der Standard Edition rot und auf der Premium Edition gold gehalten.

## Gastbeiträge
Auf fünf von fünfzehn Songs der Standard Edition findet man Gastbeiträge anderer Künstler, insbesondere natürlich aus Reeces Label. So trifft man M.I.K.I gleich auf drei Tracks an und Sonikk hat einen Gastpart auf Weg eines Außenseiters. Außerhalb des Labels wurden Baba Saad und Luthifa auf Gegen den Strom gefeaturet.

## Titelliste
| #  | Titel                  | Gastmusiker        | Produzent | Länge |
| -- | ---------------------- | ------------------ | --------- | ----- |
| 1  | Anders als alle        |                    |           |       |
| 2  | Paria                  |                    |           |       |
| 3  | Herz eines Clowns      |                    |           |       |
| 4  | Durchs Feuer gegangen  |                    | BloodX    |       |
| 5  | Rest in Peace          |                    |           |       |
| 6  | Keine Frau ist wie du  |                    |           |       |
| 7  | Wie ich                |                    |           |       |
| 8  | Generation Absturz     |                    |           |       |
| 9  | Gegen den Strom        | Baba Saad, Luthifa |           |       |
| 10 | Blick ins All          | M.I.K.I            |           |       |
| 11 | Wir sind mehr          | M.I.K.I            |           |       |
| 12 | Immer noch Pt. 2       | M.I.K.I            |           |       |
| 13 | Nie ein Streber        |                    |           |       |
| 14 | Da vorn ist die Tür    |                    |           |       |
| 15 | Weg eines Außenseiters | Sonikk             |           |       |

Auf der Bonus-CD der Premium Edition findet man noch folgende 14 Songs:
| #  | Titel                              | Gastmusiker      | Produzent | Länge |
| -- | ---------------------------------- | ---------------- | --------- | ----- |
| 1  | Funkturm Chainsaw Massaker (2008)  | Ferokz           |           |       |
| 2  | Jahre des Donners (2007)           | Ferokz           |           |       |
| 3  | Lichtblick (2007)                  |                  |           |       |
| 4  | Amoklauf (2008)                    |                  |           |       |
| 5  | Schubladendenken (2012)            |                  |           |       |
| 6  | Mal es an (2012)                   |                  |           |       |
| 7  | Ich lass dich gehen (2012)         |                  |           |       |
| 8  | Nicht zu spät (2012)               | 1at7 und Pheenix |           |       |
| 9  | Geschichten aus der Hood (2011)    |                  |           |       |
| 10 | Nie wieder (2010)                  |                  |           |       |
| 11 | Mein Schmerz (2007)                |                  |           |       |
| 12 | Wohin das Leben mich treibt (2011) | Revilo           |           |       |
| 13 | Ewiges Eis (2010)                  |                  |           |       |
| 14 | Rest in Peace (2006)               |                  |           |       |

## Erfolg
Das Album erreichte Platz 37 der deutschen Albumcharts.